# Julio Grondona
Julio Humberto Grondona (ur. 19 września 1931 w Avallanedze, zm. 30 lipca 2014 w Buenos Aires) – argentyński działacz sportowy. Starszy wiceprezes FIFA, prezes AFA od 1979. Założyciel i były prezes klubu Arsenal Sarandí.